# Thomas "Pae-dog" McEvoy
Thomas "Pae-dog" McEvoy (n. 19 decembrie 1947; d. 30 noiembrie 1987) a fost unul din membrii de scurtă durată ai trupei Funkadelic fiind și unul dintre cei mai influenți cântăreți de jazz la corn francez din anii '80. Născut în Islington, Alabama, a absolvit cu onoruri Școala de Muzică Juilliard și a luat lecții de corn francez pentru câțiva ani fiind rugat la un moment dat de către Fuzzy Haskins membru al P-Funk să apară pe albumul Funkadelic din 1981, Connections & Disconnections.